# Kemenesmagasi
Kemenesmagasi is een plaats (község) en gemeente in het Hongaarse comitaat Vas. Kemenesmagasi telt 987 inwoners (2002.01.01).